# Joe Murphy
Pour les articles homonymes, voir Murphy.
Joseph Patrick Murphy, né le 16 octobre 1967 à London en Ontario au Canada, est un joueur professionnel de hockey sur glace.

## Carrière
Choisi lors du repêchage d'entrée dans la LNH 1986 en 1re position par les Red Wings de Détroit, il commence sa carrière en Ligue nationale de hockey en 1986 avec la franchise du Michigan. Il évolue à Detroit jusqu'en 1989 avant d'être échangé en cours de saison, avec Petr Klima et deux autres joueurs, aux Oilers d'Edmonton contre deux choix de deuxième ronde au repêchage. Il gagne ensuite une coupe Stanley avec les Oilers d'Edmonton en 1990.
Il joue également pour les Blackhawks de Chicago, les Blues de Saint-Louis, les Bruins de Boston et les Capitals de Washington où il termine sa carrière en y jouant ses deux dernières saisons.
Dans sa carrière, il totalise 528 points (233 buts et 295 passes) en 779 matchs.

## Après carrière
En 2017, Murphy vivait au Costa Rica, mais, termina sans abri et fut déporté.
Puis, en juillet 2018, il fut invité à la radio à Kenora où il explique ses problèmes à vivre avec des symptômes post commotionnels. Cependant, c'est avec le court documentaire intitulé Finding Murph sorti par Sports Centre qui a vraiment démontré la détresse dans laquelle vit Joe Murphy au quotidien. À l'été 2020, Joe Murphy était toujours sans domicile fixe, errant dans les rues de Regina en Saskatchewan. L'un des journalistes du documentaire, Rick Westhead, développe le court-métrage pour en faire un livre.

## Statistiques
| Saison     | Équipe                    | Ligue      |     | Saison régulière | Saison régulière | Saison régulière | Saison régulière | Saison régulière |    | Séries éliminatoires | Séries éliminatoires | Séries éliminatoires | Séries éliminatoires | Séries éliminatoires |
| Saison     | Équipe                    | Ligue      | PJ  | B                | A                | Pts              | Pun              | PJ               | B  | A                    | Pts                  | Pun                  |                      |                      |
| 1984-1985  | Knights de Penticton      | BCJHL      |     |                  |                  |                  |                  |                  |    |                      |                      |                      |                      |                      |
| 1985-1986  | Université du Michigan    | NCAA       | 35  | 24               | 37               | 61               | 50               |                  |    |                      |                      |                      |                      |                      |
| 1985-1986  | Équipe Canada             | Intl       | 8   | 3                | 3                | 6                | 2                |                  |    |                      |                      |                      |                      |                      |
| 1986-1987  | Red Wings de l'Adirondack | LAH        | 71  | 21               | 38               | 59               | 61               | 10               | 2  | 1                    | 3                    | 33                   |                      |                      |
| 1986-1987  | Red Wings de Détroit      | LNH        | 5   | 0                | 1                | 1                | 2                | --               | -- | --                   | --                   | --                   |                      |                      |
| 1987-1988  | Red Wings de l'Adirondack | LAH        | 6   | 5                | 6                | 11               | 4                | --               | -- | --                   | --                   | --                   |                      |                      |
| 1987-1988  | Red Wings de Détroit      | LNH        | 50  | 10               | 9                | 19               | 37               | 8                | 0  | 1                    | 1                    | 6                    |                      |                      |
| 1988-1989  | Red Wings de l'Adirondack | LAH        | 47  | 31               | 35               | 66               | 66               | 16               | 6  | 11                   | 17                   | 17                   |                      |                      |
| 1988-1989  | Red Wings de Détroit      | LNH        | 26  | 1                | 7                | 8                | 28               | --               | -- | --                   | --                   | --                   |                      |                      |
| 1989-1990  | Red Wings de Détroit      | LNH        | 9   | 3                | 1                | 4                | 4                | --               | -- | --                   | --                   | --                   |                      |                      |
| 1989-1990  | Oilers d'Edmonton         | LNH        | 62  | 7                | 18               | 25               | 56               | 22               | 6  | 8                    | 14                   | 16                   |                      |                      |
| 1990-1991  | Oilers d'Edmonton         | LNH        | 80  | 27               | 35               | 62               | 35               | 15               | 2  | 5                    | 7                    | 14                   |                      |                      |
| 1991-1992  | Oilers d'Edmonton         | LNH        | 80  | 35               | 47               | 82               | 52               | 16               | 8  | 16                   | 24                   | 12                   |                      |                      |
| 1992-1993  | Blackhawks de Chicago     | LNH        | 19  | 7                | 10               | 17               | 18               | 4                | 0  | 0                    | 0                    | 8                    |                      |                      |
| 1993-1994  | Blackhawks de Chicago     | LNH        | 81  | 31               | 39               | 70               | 111              | 6                | 1  | 3                    | 4                    | 25                   |                      |                      |
| 1994-1995  | Blackhawks de Chicago     | LNH        | 40  | 23               | 18               | 41               | 89               | 16               | 9  | 3                    | 12                   | 29                   |                      |                      |
| 1995-1996  | Blackhawks de Chicago     | LNH        | 70  | 22               | 29               | 51               | 86               | 10               | 6  | 2                    | 8                    | 33                   |                      |                      |
| 1996-1997  | Blues de Saint-Louis      | LNH        | 75  | 20               | 25               | 45               | 69               | 6                | 1  | 1                    | 2                    | 10                   |                      |                      |
| 1997-1998  | Blues de Saint-Louis      | LNH        | 27  | 4                | 9                | 13               | 22               | --               | -- | --                   | --                   | --                   |                      |                      |
| 1997-1998  | Sharks de San José        | LNH        | 10  | 5                | 4                | 9                | 14               | 6                | 1  | 1                    | 2                    | 20                   |                      |                      |
| 1998-1999  | Sharks de San José        | LNH        | 76  | 25               | 23               | 48               | 73               | 6                | 0  | 3                    | 3                    | 4                    |                      |                      |
| 1999-2000  | Bruins de Boston          | LNH        | 26  | 7                | 7                | 14               | 41               | --               | -- | --                   | --                   | --                   |                      |                      |
| 1999-2000  | Capitals de Washington    | LNH        | 29  | 5                | 8                | 13               | 53               | 5                | 0  | 0                    | 0                    | 8                    |                      |                      |
| 2000-2001  | Capitals de Washington    | LNH        | 14  | 1                | 5                | 6                | 20               | --               | -- | --                   | --                   | --                   |                      |                      |
| Totaux LNH | Totaux LNH                | Totaux LNH | 779 | 233              | 295              | 528              | 810              | 120              | 34 | 43                   | 77                   | 185                  |                      |                      |